# Acerocnema macrocera
Acerocnema macrocera är en tvåvingeart som först beskrevs av Johann Wilhelm Meigen 1826.
Acerocnema macrocera ingår i släktet Acerocnema och familjen kolvflugor. Inga underarter finns listade i Catalogue of Life.